# Жак Ебер

Жак Ебер (фр. Jacques-René Hébert; Алансон, 15. новембар 1757 — Париз, 24. март 1794) је био француски новинар, оснивач партије Ебертоваца у периоду Француске револуције. Погубљен је на гиљотини као жртва јакобинског терора. 

## Биографија
Рођен је у Алансону у Нормандији. Отац му је био златар, бивши судија Жак Ебер (умро 1766.), а мајка му се звала Маргарита. Студирао је права у Алансону. По завршетку студија био је чиновник. Пришао је Револуцији одмах по њеном избијању. Био је заменик Пјера Гаспара Шамтеа, начелника Париске комуне. Због тога је навукао на себе мржњу жирондинаца. Ебер је оснивач странке Ебертоваца. Тај покрет започео је још 1792. године када је највећи број католичког свештенства одбио да преда заклетву. Тај непријатељски став према цркви помогао је ебертовцима да развију широку атеистичку и антихришћанску агитацију. По њима крајњи циљ револуције није био само политичка, већ и друштвена једнакост. Тековина Ебертоваца је дехристијанизација Француске и успостављање Култа Разума. Под утицајем ебертоваца Конвент је укинуо стари хришћански и увео нови револуционарни календар (5. октобра 1793. године). Почетком 1794. године покушали су да изврше државни удар. Одбијање Париске комуне да им се придружи довело је до неуспеха удара. Партију ебероваца уништио је Комитет јавног спаса на челу са Максимилијаном Робеспјером, творцем тзв. Култа Врховног бића. Ебер је, заједно са вођама Ебертоваца, погубљен на гиљотини 4. жерминала 2. године републике (24. марта 1794. године). 

## Револуциона улога
Након Лујевог неуспелог бега до Варена у јуну 1791. године, Ебер је почео да напада Луја и папу Пија VI. Дана 17. јула, Ебер је био на Марсовом пољу да би потписао петицију којом је захтевао смену краља Луја КСВИ и био је ухваћен у каснијим масакром на Марсовом пољу од стране трупа под маркизом де Лафајетом. То га је ставило у револуционарни начин размишљања, а Ле Пере Душен је усвојио популистички стил. Намерно се супротставио високоумној озбиљности и позивању на разум које су исказивали други револуционари, како би се боље допао париским санс-кулотама. Његов новинарски глас изражавао је одвајање и насилно противљење културним елитама у корист популарне политичке оданости радикалним патриотским решењима за контролу економије и победу у рату. Ле Пере Душен почео је да напада истакнуте политичке личности попут Лафајета, шефа Националне гарде, као и Жан Силвен Баји, градоначелник Париза. У говору за јавност 1793. године, Ебер је изнео своја уверења у вези са Лафајетом. Приметио је да постоје два Пере Душен, који су се дубоко супротставили. Пере Душен са којим је рекао да се поистовећује био је „поштен и одан Пере Душен који је прогањао издајнике“, док је Пере Душен са којим није имао никакве везе „хваљени Лафаиетте до небеса“. 
Као члан клуба Кордељера, имао је седиште у револуционарној Париској комуни, а за време устанка 10. августа 1792. године послат је у париски део Бон-Нувел. Као јавни новинар подржао је септембарске масакре. Слагао се са већином идеала радикалне монтањарске фракције, иако није био њен члан. 22. децембра 1792. године именован је за другог заменика прокурура комуне и до августа 1793. године подржавао је нападе на жирондистичку фракцију.
У априлу-мају 1793. године заједно са Маратом и другима, насилно је напао Жирондинце. Дана 20. маја 1793 године, умерена већина Националне конвенте формирала је Специјалну комисију дванаесторице, жирондинску комисију која је била осмишљена да истражује и кривично гони заверенике. На наговор Дванаесторице, 24. маја 1793. године је ухапшен. Међутим, Ебер је на време био упозорен и, уз подршку санс-кулота, Национална конвенција је била принуђена да нареди његово ослобађање три дана касније. Само четири дана након тога, његова антижирондинска реторика ће помоћи да доведе до њиховог збацивања у побуни која је трајала од 31. маја до 2. јуна. 
Током свега тога, Ебер је упознао своју супругу Мари Гупил (рођену 1756), 37-годишњу бившу монахињу која је напустила живот у манастиру сестара Провиђења у Руе Саинт-Хоноре. Маријин пасош из тог времена показује редовну употребу. Венчали су се 7. фебруара 1792. године и имали ћерку Вирџини-Сципион Ебер (7. фебруар 1793. – 13. јул 1830.). За то време, Ебер је имао луксузан, буржоаски живот. Недељама је забављао Жан-Николаса Пашеа, градоначелника Париза и министра рата, као и друге утицајне мушкарце, и волео је да се елегантно облачи и окружује лепим предметима као што су лепе таписерије – став који се може супротставити томе председника Париске комуне Пјера Гаспара Шомета.